# Macrosiphum osmaroniae
Macrosiphum osmaroniae är en insektsart som först beskrevs av Wilson 1912.  Macrosiphum osmaroniae ingår i släktet Macrosiphum och familjen långrörsbladlöss. Inga underarter finns listade i Catalogue of Life.